# Denise Kielholtz
Denise Kielholtz-Gerges (ur. 30 marca 1989 w Amsterdamie) – holenderska kick-boxerka, judoczka oraz zawodniczka muay thai, mistrzyni Enfusion z 2014 oraz Bellator Kickboxing w wadze muszej z 2016.

## Kariera sportowa
Urodziła się w Amsterdamie, początkowo trenowała judo zdobywając wielokrotnie medale krajowych mistrzostw juniorów, następnie zaczęła treningi popularnego w Holandii kickboxingu i boksu tajskiego. W 2011 zdobyła swój pierwszy zawodowy tytuł mistrzowski organizacji Slamm. W 2012 wygrała turniej Enfusion pokonując w finale Brytyjkę Lucy Payne. W 2013 została mistrzynią Europy organizacji WFCA, mistrzynią świata WMTA oraz ponownie wygrała turniej Enfusion w kat. -61 kg. 26 kwietnia 2014 została mistrzynią świata Enfusion w kat. 57 kg pokonując rodaczkę Ilonę Wijmans na punkty. Tytuł obroniła 23 listopada tego samego roku, wygrywając z Amerykanką Tiffany van Soest jednogłośnie na punkty.
W 2015 zadebiutowała w MMA, przegrywając z Julietą de Souzą Silvą przez poddanie.
Na początku 2016 związała się z Bellator Kickboxing, debiutując dla tej organizacji 15 kwietnia 2016 w wygranym starciu z Włoszką Veronicą Vernocchi. 24 czerwca 2016 przegrała z Włoszką Glorią Peritore, notując tym samym pierwszą porażkę w kickboxingu od 2009. Pod koniec roku 10 grudnia 2016 zmierzyła się z Peritore w rewanżowym starciu o inauguracyjne mistrzostwo Bellator Kickboxing wagi muszej (do 57 kg), ostatecznie wygrywając z nią niejednogłośnie na punkty. 8 kwietnia 2017 obroniła tytuł wypunktowując na pełnym dystansie kolejną Włoszkę Martinę Michieletto.

## Osiągnięcia
Kick-boxing:
- 2011: mistrzyni Slamm w kat. -60 kg
- 2012: Enfusion 3 Ladies Team Captains Tournament - 1. miejsce w turnieju kat. -57 kg
- 2013: mistrzyni Europy WFCA w kat. -57 kg
- 2013: mistrzyni świata WTMA w wadze superkoguciej
- 2013: Enfusion 4 Ladies Team Captains Tournament - 1. miejsce w turnieju kat. -61 kg
- 2014: mistrzyni świata Enfusion w kat. -57 kg
- 2016: mistrzyni Bellator Kickboxing w wadze muszej

Judo:
- 2002: Mistrzostwa Holandii U15 -  w kat. -57 kg
- 2003: Mistrzostwa Holandii U15 -  w kat. -63 kg
- 2004: Otwarte Mistrzostwa Holandii U17 -  w kat. -63 kg
- 2005: Mistrzostwa Holandii U17 -  w kat. -63 kg
- 2005: Otwarte Mistrzostwa Szkocji -  w kat. -63 kg
- 2005: Otwarte Mistrzostwa Szkocji U20 -  w kat. -63 kg
- 2006: Mistrzostwa Holandii U20 -  w kat. -63 kg
- 2008: Drużynowe Mistrzostwa Holandii -

Amatorski boks:
- 2012: arabska mistrzyni świata w wadze piórkowej (do 55 kg)[6]

## Lista zawodowych walk w MMA[7]
| Wynik     | Bilans | Przeciwnik (bilans przed walką) | Rozstrzygnięcie                                       | Runda | Czas       | Rozgrywki                            | Data       | Miejsce           | Uwagi                                                   |
| --------- | ------ | ------------------------------- | ----------------------------------------------------- | ----- | ---------- | ------------------------------------ | ---------- | ----------------- | ------------------------------------------------------- |
|           |        |                                 |                                                       |       |            | PFL ?: 2024 Regular Season           | 2024       | Stany Zjednoczone | Playoffy sezonu regularnego PFL 2024                    |
| Wygrana   | 8-5    | Sumiko Inaba (6-0)              | Decyzja (jednogłośna)                                 | 3     | 5:00       | Bellator 301                         | 17.11.2023 | Chicago           |                                                         |
| Wygrana   | 7-5    | Paula Cristina (6-1)            | Decyzja (jednogłośna)                                 | 3     | 5:00       | Bellator 296: Mousasi vs. Edwards    | 12.05.2023 | Paryż             |                                                         |
| Przegrana | 6-5    | Ilara Joanne (10-6)             | Decyzja (niejednogłośna)                              | 3     | 5:00       | Bellator 289                         | 09.12.2022 | Uncasville        |                                                         |
| Przegrana | 6-4    | Kana Watanabe (10-1-1)          | Poddanie (duszenie trójkątne rękoma)                  | 2     | 3:03       | Bellator 281: MVP vs. Storley        | 13.05.2022 | Londyn            |                                                         |
| Przegrana | 6-3    | Juliana Velasquez (11-0)        | Decyzja (niejednogłośna)                              | 5     | 5:00       | Bellator 262                         | 16.07.2021 | Uncasville        | Pojedynek o pas mistrzowski Bellator MMA w wadze muszej |
| Wygrana   | 6-2    | Kate Jackson (11-4-1)           | KO (ciosy pięściami)                                  | 1     | 0:43       | Bellator 247: Kielholtz vs. Jackson  | 01.10.2020 | Mediolan          |                                                         |
| Wygrana   | 5-2    | Kristina Williams (3-2)         | Poddanie (duszenie zza pleców)                        | 1     | 2:15       | Bellator 239                         | 21.02.2020 | Thackerville      |                                                         |
| Wygrana   | 4-2    | Sabriye Sengül (0-0)            | Poddanie (americana)                                  | 1     | 0:32       | Bellator London                      | 23.11.2019 | Londyn            |                                                         |
| Wygrana   | 3-2    | Bryony Tyrell (4-3-1)           | TKO (ciosy pięściami)                                 | 3     | 2:48       | Bellator 223: Mousasi vs. Lovato Jr. | 22.06.2019 | Londyn            |                                                         |
| Przegrana | 2-2    | Veta Arteaga (4-2)              | Poddanie (duszenie gilotynowe)                        | 2     | 4:24       | Bellator 205                         | 21.09.2018 | Boise             |                                                         |
| Wygrana   | 2-1    | Petra Částková (3-2)            | Decyzja (jednogłośna)                                 | 3     | 5:00       | Bellator 196: Henderson vs. Huerta   | 06.04.2018 | Budapeszt         |                                                         |
| Wygrana   | 1-1    | Jessica Middleton (2-2)         | Poddanie (odwrócona dźwignia prosta na staw łokciowy) | 1     | 1:16       | Bellator 188: Lahat vs. Labiano      | 16.11.2017 | Tel Awiw-Jafa     | Debiut w Bellator MMA                                   |
| Przegrana | 0-1    | Juliete de Souza (4-2)          | Poddanie (dźwignia prosta na staw łokciowy)           | 1     | 31.10.2015 | Torarica Summer Fights 1             | 31.10.2015 | Paramaribo        | Debiut w zawodowym MMA                                  |

## Życie prywatne
Jest w związku małżeńskim z Hesdym Gergesem, który jest również utytułowanym kick-boxerem.